# Anatoli Banishevski
Anatoli Andréyevich Banishevski (en azerí: Anatoli Andreyeviç Banişevski; en ruso: Анатолий Андреевич Банишевский; Bakú, 23 de febrero de 1946-ib, 10 de diciembre de 1997) fue un futbolista soviético/azerí de ascendencia rusa. A lo largo de la mayor parte de su carrera como futbolista y entrenador, Banishevski estuvo ligado a su club natal, el Neftchi Baku. Es ampliamente considerado como el mejor futbolista de todos los tiempos de Azerbaiyán.
En noviembre de 2003, como parte de la celebración del Aniversario de la UEFA, fue nombrado el Jugador de Oro de Azerbaiyán por la Federación de Fútbol de Azerbaiyán como el jugador más destacado del país en los últimos 50 años.

## Carrera profesional
Banishevski jugó para el equipo nacional de fútbol de la Unión Soviética, con quien disputó 51 partidos y anotó 19 goles. Con la Unión Soviética jugó la Copa Mundial de Fútbol de 1966 y las Eurocopas de 1968 y 1972. Con el PFC Neftchi y anotó 136 goles en la Primera División de la Unión Soviética. El delantero fue nombrado extraoficialmente jugador de Azerbaiyán del Año en tres ocasiones: 1966, 1967 y 1978.
Después de retirarse como jugador, Banishevski entrenó brevemente al Neftchi Baku, al Kapaz y al Automobilist Mingachevir. También trabajó como seleccionador juvenil de Burkina Faso durante el periodo 1987-1988.

## Vida personal
Banishevski fue diagnosticado con coma diabético en 1991, al que sobrevivió a un primer ataque en 1987. Sufrió atrofia cerebral como resultado de un segundo ataque, que también le causó pérdida de memoria.
Siguiendo el comportamiento de su esposa, también perdió la propiedad de su casa, lo que le llevó al alcoholismo y vivir en las calles de Bakú. Sin embargo, fue rescatado de esta situación por una antigua pareja, Saida, que lo trató en sus últimos años y se casó con él.
El 10 de diciembre de 1997, Anatoli Banishevski murió después de un tercer ataque de coma diabético, a lo que también hubo que sumar la pancreatitis que padecía.

## Palmarés

### Jugador
URSS
- Eurocopa (subcampeón): 1972